# ライセックバーン

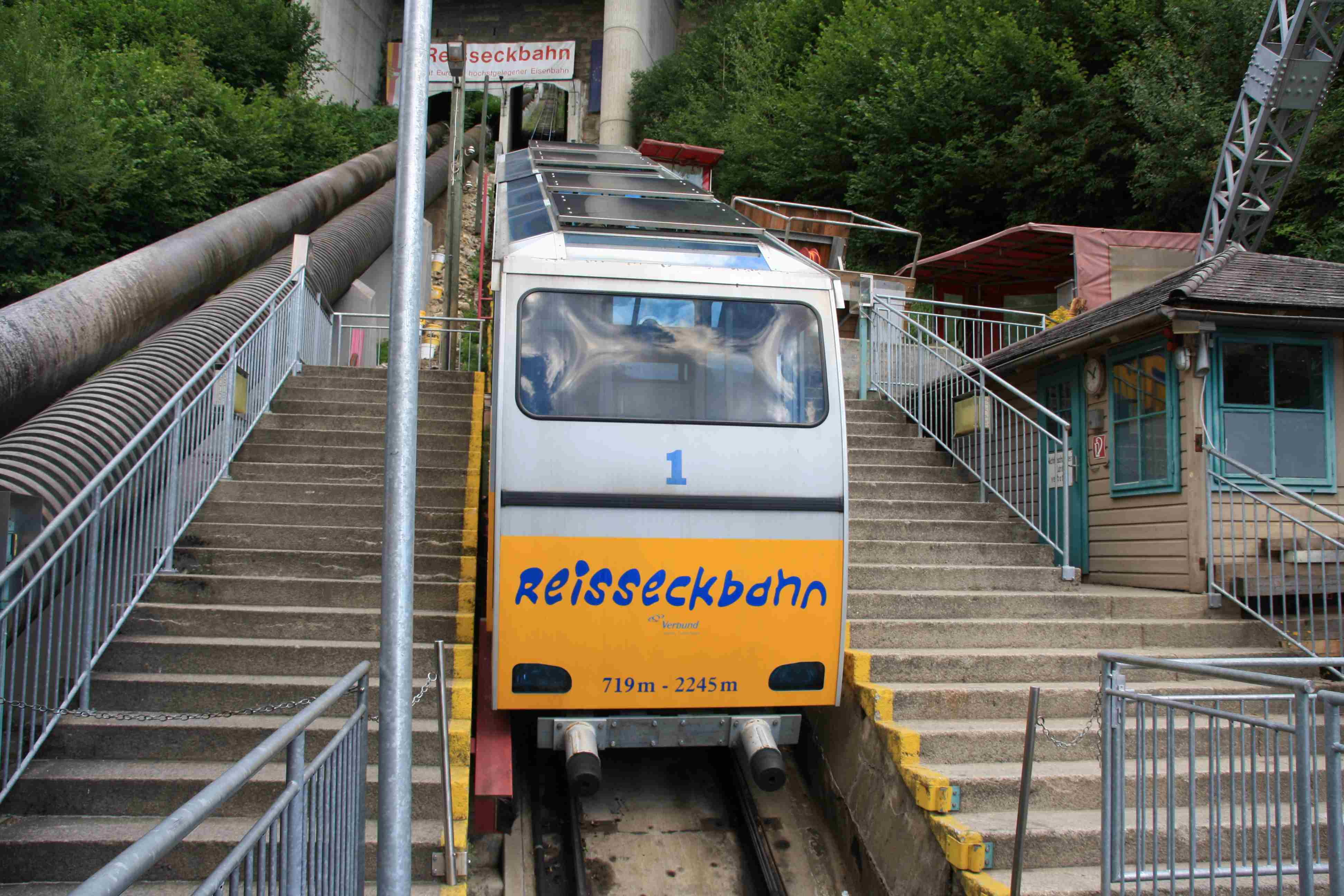
麓駅。左：水圧管

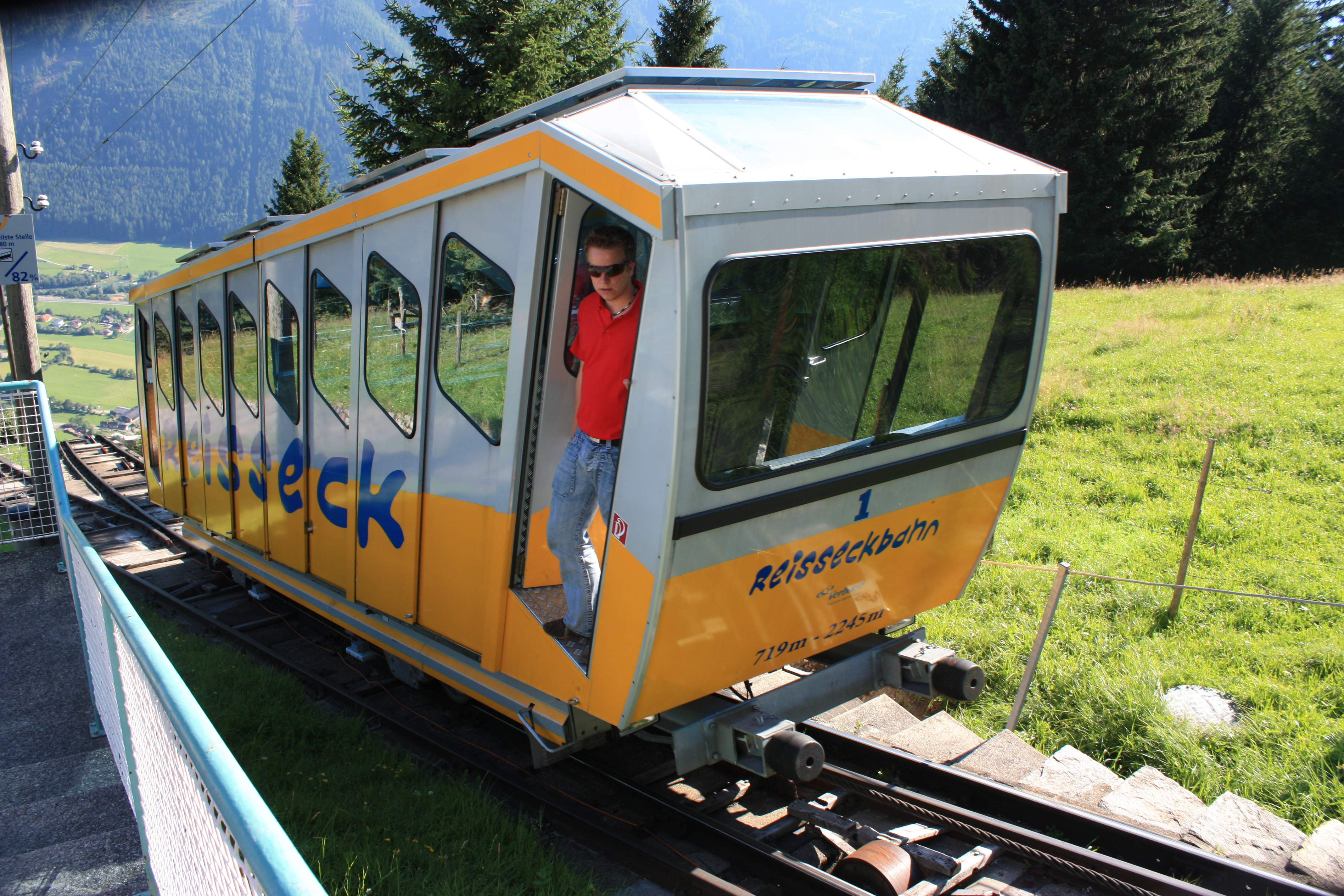
「Schütter」停車場でのライセック・フニクラー（第1区間）

ライセックバーン（独: Reißeckbahn）、またはライセック鉄道（ライセックてつどう、英: Reißeck Railway または Reisseck Railway）は、オーストリア共和国南部の小山脈であるライセック・グループにある、ケルンテン州のメル川渓谷から登る登山鉄道である。
登山鉄道は、ライセック・フニクラー（後述）およびライセック登山鉄道（ナローゲージ鉄道）から成っている。

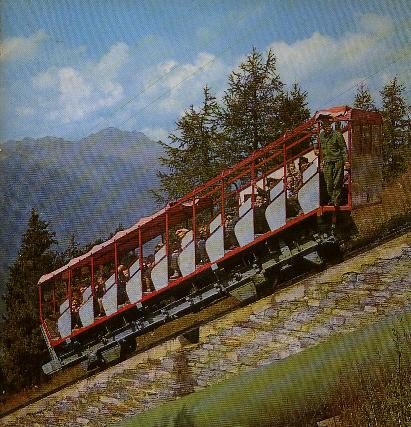
パイプと並んだ、1968年の旧鉄道

## 概要
ライセック鉄道は、標高719メートル (AA) のメル川渓谷にあるコルブニッツ (Kolbnitz) を起点とし、標高2,250メートル (AA) のベルクホテル・ライセック (Berghotel Reißeck) を終点とする、旅客サービスである。
路線の終端には、更に約2,400メートル (AA) の区間がある。
渓谷の反対側には、クロイツェック鉄道（独: Kreuzeckbahn、英: Kreuzeck Railway）という別のフニクラーがある。
路線は、タウエルン＝トゥーリスティック社 (Tauern-Touristik GmbH) によって運営されている。
当鉄道は元々、ライセック＝クロイツェック (Reißeck-Kreuzeck) 発電所のダムおよび発電所へ、資材運搬を行うために建設されたものである。
様々な改良および拡張の後、その主な機能は、今日の旅客サービスへと提供されている。

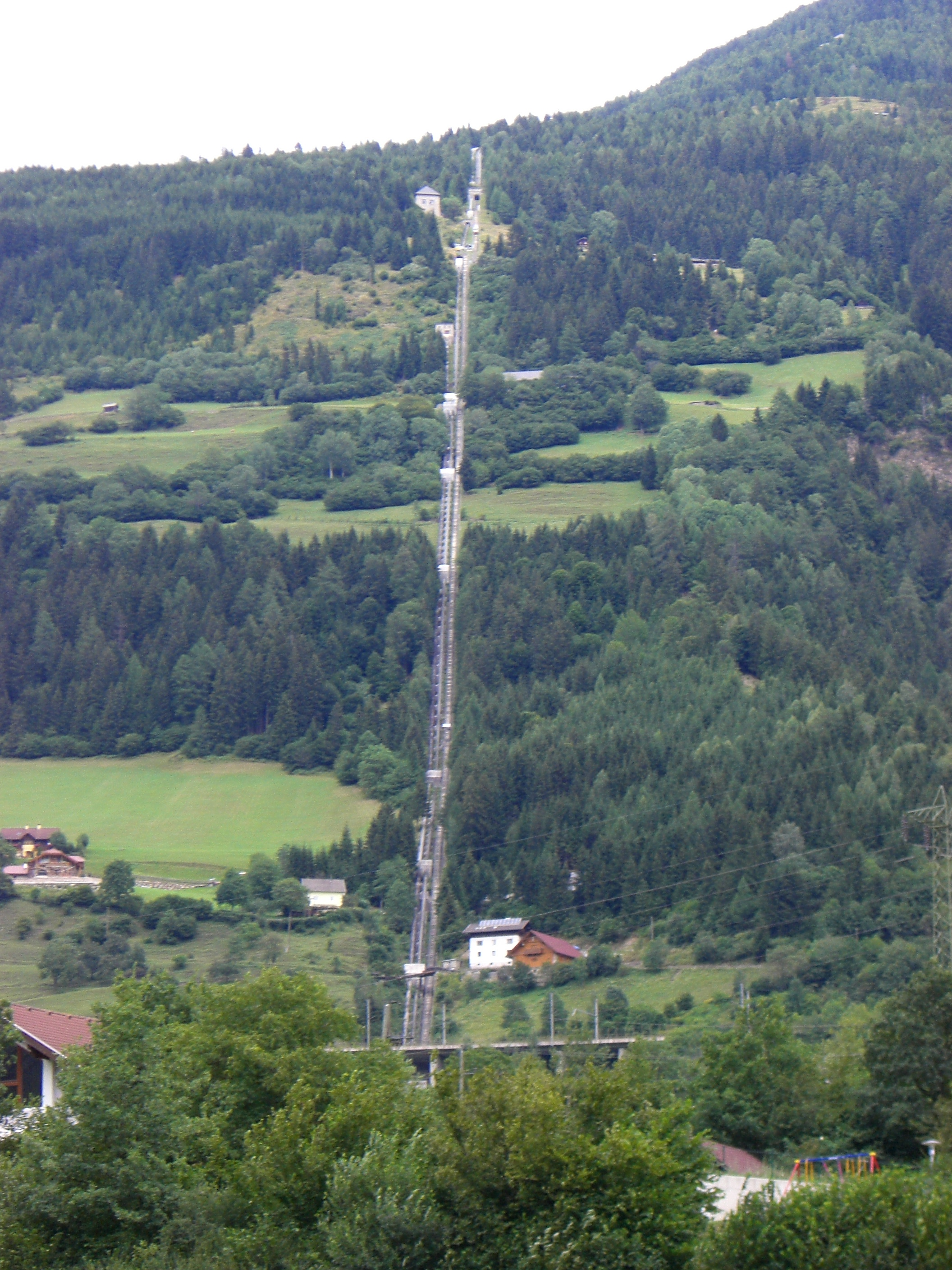
フニクラーの第1区間

Schoberbodenでの建設工事中、2016年に当鉄道が閉鎖された。

## ライセック＝スタントザイルバーン
ライセック＝スタントザイルバーン（独: Reißeck-Standseilbahn）、またはライセック・フニクラー（英: Reisseck Funicular）は、メーターゲージ路線であり、3つの区間から成る総延長約3,500メートルの路線である。
当路線は、1,517メートルの高さを登っている。
最も高い駅は、標高2,236メートルのSchoberbodenのそばにある。
フニクラーの隣には、延長4,234.5メートルのパイプが通っており、メル川渓谷にあるGroßen Mühldorfer See、Kleinen Mühldorfer See、HochalmseeおよびRadlseeの各湖からライセック＝クロイツェック貯蔵貯水池へと水を運んでいる。
当路線の各区間では、その頂上駅から太さ40ミリメートルのケーブルによって引かれる、64座席の客車が作動している。
電気駆動式のケーブルドラムは、直径3.85メートルとなっている。
当路線の勾配は、25〜82パーセント間で変化している。
| 距離 km | 標高 m | 駅または 停車場 | 備考                                 | 位置                                                                        |
| ------- | ------ | --------------- | ------------------------------------ | --------------------------------------------------------------------------- |
| 0.0     | 719    | Zandlach        | 麓駅                                 | 北緯46度52分48.17秒 東経13度18分58.43秒 / 北緯46.8800472度 東経13.3162306度 |
| 1.185   | 1,270  | Schütter        | 第1区間 - 第2区間間を接続            | 北緯46度53分18.42秒 東経13度19分7.42秒 / 北緯46.8884500度 東経13.3187278度  |
| 2.475   | 1,749  | Trog            | 第2区間 - 第3区間間を接続            | 北緯46度53分49.86秒 東経13度19分27.85秒 / 北緯46.8971833度 東経13.3244028度 |
| 3.650   | 2,236  | Schoberboden    | 第3区間 - ライセック登山鉄道間を接続 | 北緯46度54分12.96秒 東経13度20分0.43秒 / 北緯46.9036000度 東経13.3334528度  |

| 区間                | 延長 km | 高低差 m | 平均 勾配 | 最大 勾配 |
| ------------------- | ------- | -------- | --------- | --------- |
| Zandlach - Schütter | 1.185   | 551      | 55 %      | 82 %      |
| Schütter - Trog     | 1.290   | 479      | 51 %      | 74 %      |
| Trog - Schoberboden | 1.130   | 487      | 49 %      | 76 %      |